# هارونا باموگو
هارونا باموگو (عربی: هارونا باموقو؛ زادهٔ ۱۰ ژوئن ۱۹۸۳) بازیکن فوتبال اهل بورکینافاسو بود.
از باشگاه‌هایی که در آن بازی کرده است می‌توان به باشگاه فوتبال مولودیه الجزایر اشاره کرد.
وی همچنین در تیم ملی فوتبال بورکینافاسو بازی کرده است.